# Primera batalla de Copenhague
La Primera batalla de Copenhague (en danés: Slaget på Reden) enfrentó el 2 de abril de 1801 a la flota británica bajo el mando del almirante sir Hyde Parker contra la flota danesa y noruega anclada en Copenhague. En esta batalla se hizo famoso el ataque protagonizado por el almirante Horatio Nelson, que desobedeció las órdenes de Parker de retirarse y, tras muchas bajas por ambos bandos, negoció una tregua con el gobierno danés.

## Trasfondo histórico

Nelson forzando el paso del estrecho, 30 de marzo de 1801

La batalla tuvo lugar debido a una serie de fallos múltiples de la diplomacia en la última mitad de 1800 y el principio de 1801. Rusia y los países escandinavos mantenían una neutralidad armada respecto a la guerra que enfrentaba al Reino Unido con la Francia del cónsul Napoleón, lo que combinado con el dominio de este último del continente europeo, se percibía por los británicos como una seria amenaza para su supervivencia, especialmente debido a la dependencia británica de los suministros procedentes de Suecia. Sin embargo, el reino de Dinamarca y Noruega temía aún más a Rusia y a Francia que al Reino Unido.
A inicios de 1801, el gobierno británico preparó una flota en Great Yarmouth, con el objetivo de intimidar a los daneses y noruegos antes de que el deshielo del mar Báltico permitiera a la flota rusa salir de sus bases en Kronstadt y Reval (conocida hoy como Tallin, Estonia). La flota partió el 11 de marzo, alcanzando Skagen el 17 del mismo mes.

## Batalla
El desacuerdo existente entre Parker y Nelson impidió desarrollar la demostración de fuerza pretendida por el último, por lo que se entregaron las demandas a los daneses y noruegos con una simple fragata. Estos rechazaron la negociación, y se prepararon para el combate formando una línea defensiva con sus buques a lo largo de la parte oeste de la bahía de Copenhague.
Los caminos hacia Copenhague eran traicioneros y estaban bien defendidos, lo que obligaba a los británicos a un ataque frontal sobre el puerto. 

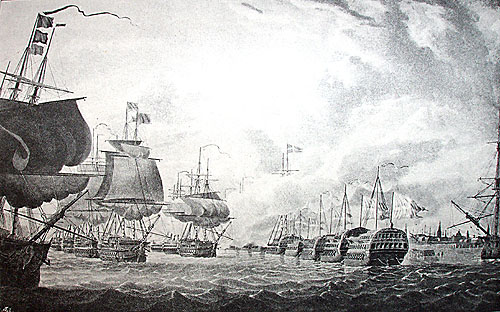
Otra vista de la batalla de Copenhague

Con los 12 buques de menor calado, Nelson condujo el ataque a través de los bajíos e inició la acción bélica tan pronto como se rompieron las negociaciones.
Durante más de cuatro horas, la batalla fue un combate cercano. Cuatro buques británicos (HMS Elephant, HMS Defiance, HMS Russel y HMS Bellona), encallaron en los bancos de arena. Viendo el fuerte castigo que estaba sufriendo la escuadra británica, Parker levantó la señal que ordenaba a Nelson detener el ataque y regresar. Pero Nelson estaba determinado a continuar la operación  e ignoró la orden. Fue esta la famosa ocasión en la que se dice que Nelson puso el anteojo en su ojo tuerto, y aseguró que no podía ver señal alguna. Los defensores de Nelson argumentaron posteriormente que la señal no era realmente una orden, sino el permiso para retirarse si se veía desbordado por las fuerzas enemigas.
Algo más tarde, y tras un intenso cañoneo contra la escuadra danesa y las fortalezas cercanas, Nelson ofreció los términos de un alto el fuego, que los daneses y noruegos aceptaron. Las bajas británicas se cifraron entonces en 350 muertos y 850 heridos.

## Consecuencias
Los británicos regresaron a sus bases tras el alto el fuego, sin haber logrado su objetuvo estratégico de impedir el comercio entre el Reino de Dinamarca y Francia. No obstante, la situación política en el Báltico había dado un vuelco unos días antes de la batalla, al ser asesinado el zar de Rusia y sucederle su hijo, que adoptó una política probritánica.
Nelson no fue castigado por su desobediencia.
No fue este el último de los problemas de daneses y noruegos con los británicos. En 1807, la flota británica volvería a la bahía de Copenhague para luchar en la llamada segunda batalla de Copenhague.

## En las artes
La composición musical de "La Esperanza" (Håbet o The Hope) para la banda de música, coro, órgano y percusión, por Frederik Magle, describe la batalla y fue comisionado por la Marina Real Danesa para conmemorar el 200 aniversario de la batalla en el año 2001.